# Marilyn Chambers
Marilyn Chambers (Providence, 22 de abril de 1952-Santa Clarita, 12 de abril de 2009) fue una actriz pornográfica estadounidense, bailarina exótica, modelo, actriz y candidata a la vicepresidencia. Alcanzó la fama en 1972 por su debut en la película de porno duro Detrás de la puerta verde y por la película pornográfica de 1980 Insaciable. AVN la clasificó en el puesto n.º 6 en su lista de las 50 mejores estrellas pornográficas de todos los tiempos y fue considerada por Playboy como una de las «100 mejores estrellas sexuales del siglo» en 1999. Aunque era conocida principalmente por su trabajo cinematográfico para adultos, hizo una transición exitosa al cine convencional.

## Primeros años
Nacida como Marilyn Ann Briggs en Providence (Rhode Island), Chambers se crio en Westport (Connecticut), en una familia de clase media. A menudo se dice que nació en Westport, sin embargo, en una entrevista de 2007, Chambers confirmó que nació en Providence pero creció en Westport. Su padre era publicista y su madre enfermera. Fue la menor de tres hermanos, entre ellos un hermano, Martin Briggs (tecladista de la banda Boston Remains de 1960) y una hermana, Jann Smith. Chambers asistió a Burr Farms Elementary School, Hillspoint Elementary School, Long Lots Junior High School, y Staples High School. Su padre trató de disuadirla de seguir una carrera de modelo, aludiendo una competencia brutal. «Desde que era una niña, siempre quise ser actriz», dijo Chambers en 1997. «Siempre era una actriz, una nadadora olímpica, una gimnasta olímpica. Mi madre siempre me decía que era una presumida».
«Cuando tenía unos 16 años aprendí a escribir el nombre de mi madre en notas para salir de la escuela», dijo. «Y luego tomaba el tren a la ciudad para ir a las audiciones». Mientras estaba en la escuela secundaria consiguió algunos trabajos de modelaje y un pequeño papel en la película The owl and the pussycat (1970) como Evelyn Lang. Durante su temprana carrera como modelo, su trabajo más destacado fue como «la chica de Ivory Soap» en la caja de copos de jabón Ivory Snow, posando como madre sosteniendo un bebé bajo el eslogan «99 & 44/100% pura».

## Carrera

### Detrás de la puerta verde
Tras el lanzamiento de The owl and the pussycat, Chambers fue enviada a Los Ángeles y San Francisco en una gira promocional junto con la coestrella Roz Kelly. Después de eso, no obtuvo ningún papel excepto para una película de bajo presupuesto, Together (1971), de Sean S. Cunningham, en la que apareció desnuda. En 1970, se mudó de Westport a San Francisco, donde tuvo varios trabajos como modelo en topless y bailarina bottomless. «Me mudé a San Francisco pensando que era la capital mundial del entretenimiento, lo cual no es cierto», dijo.
Chambers buscó trabajo en grupos de teatro y danza en San Francisco sin éxito. En 1972 vio un anuncio en el San Francisco Chronicle para una convocatoria de casting sobre lo que se consideraba una «película importante». Se apresuró a la audición sólo para descubrir que se trataba de una película pornográfica, que iba a llamarse Detrás de la puerta verde. Estaba a punto de irse cuando los productores Artie y Jim Mitchell notaron su parecido con Cybill Shepherd. La invitaron a sus oficinas y le contaron la trama de la película. Chambers dudaba mucho de aceptar un papel en una película pornográfica, temiendo que pudiera arruinar sus posibilidades de entrar en el cine convencional. Pero ella se entusiasmó por la fantasía de la historia y decidió arriesgarse, con la condición de que recibiera un sueldo alto y el 10 % de la recaudación bruta de la película. También insistió en que cada actor se hiciera la prueba de enfermedades venéreas. Los hermanos Mitchell rechazaron su petición del porcentaje de los beneficios, pero finalmente aceptaron, ya que la película necesitaba una actriz rubia fresca.: 167–178 
La película cuenta la historia de Gloria Saunders (Chambers), una mujer acaudalada de la alta sociedad de San Francisco, que es llevada contra su voluntad a un exclusivo club sexual en North Beach y amada como nunca antes. Insólitamente, Chambers no tiene ni una sola palabra de diálogo en toda la película. Después de haber mantenido relaciones sexuales lésbicas con un grupo de seis mujeres, ella tiene relaciones sexuales con el boxeador afrodescendiente Johnny Keyes. Esto posiblemente hace que Detrás de la puerta verde sea el primer largometraje de Estados Unidos que incluye una escena sexual interracial. La industria pornográfica y el público en general se sorprendieron por la escena, entonces tabú, de una mujer blanca teniendo sexo con un hombre negro. La escena con Keyes es seguida por Chambers montando un aparato de trapecio suspendido del techo. A continuación, se involucra en un coito vaginal con un hombre mientras realiza sexo oral con otro y masturba a otros dos hombres.
«Cada secuencia fue una sorpresa para mí», dijo en 1987. «Nunca me dijeron lo que pasaría después. Sólo lo hice como sucedió, y funcionó. Siempre he sido muy sexuada. ¡Dios mío, me encanta! Insaciable es la palabra correcta para mí».
Después de terminar la filmación, ella les contó a los hermanos Mitchell que era la «chica Ivory Snow». Los Mitchells aprovecharon esto para presentarla como la chica «99 y 44/100% pura». Aunque ella dijo que en ese momento la película ayudaría a «vender mucho más jabón», Procter & Gamble la descartó rápidamente después de descubrir su doble vida como actriz de cine para adultos, y la industria publicitaria se quedó escandalizada. El hecho de que la imagen de Chambers fuera tan conocida por Ivory Snow impulsó la venta de entradas de la película y provocó varias bromas en programas de entrevistas televisivas. Casi todas las películas para adultos que hizo después de este incidente mostraron un cameo de su caja de Ivory Snow.: 213–216 
Chambers era relativamente desconocida antes de Detrás de la puerta verde; sin embargo, la película la convirtió en una estrella. Detrás de la puerta verde, junto con Garganta profunda, estrenadas el mismo año, y The Devil in Miss Jones, marcaron el comienzo de lo que comúnmente se conoce como la era del porno chic. Desde entonces, los críticos han debatido si realmente estaba teniendo orgasmos en sus escenas o simplemente actuando. Ella declaró en una entrevista inicial que eran reales, pero lo negó en otra entrevista muchos años después.

### La resurrección de EvayInside Marilyn Chambers
Después de Detrás de la puerta verde, los hermanos Mitchell y Chambers se unieron para la película La resurrección de Eva, lanzada en septiembre de 1973. Aunque no alcanzó el éxito de taquilla que tuvo Detrás de la puerta verde, La resurrección de Eva fue exitosa y tuvo una gran acogida en el mercado porno chic. También ayudó a diferenciar a Chambers de sus contemporáneas Linda Lovelace y Georgina Spelvin como la chica americana fresca y común. Después de La resurrección de Eva, Chambers estaba ansiosa por cambiar su fama a otras áreas del entretenimiento. En ese momento, los hermanos Mitchell todavía eran sus gerentes. «Siempre hablaban de una idea a medias que yo sabía que no resultaría», dijo Chambers en 1992. «Flakes es una palabra terrible, pero lo eran, de una forma muy simpática». Chambers siempre había considerado a los Mitchell como sus propios hermanos, pero cuando anunció abruptamente que los dejaba para trabajar con Chuck Traynor, quedaron horrorizados y tuvieron una discusión con Chambers. Como represalia, los hermanos crearon en 1976 un documental titulado Inside Marilyn Chambers, compuesto por tomas y escenas detrás de cámaras de Detrás de la puerta verde y La resurrección de Eva, así como entrevistas con algunas de sus coestrellas. Esto se hizo sin que Chambers lo supiera, pero cuando se enteró de ello justo antes de su estreno, negoció un acuerdo en el que se le ofrecería el 10 % de los ingresos brutos, siempre que contribuyera con entrevistas a la película y la promocionara a nivel nacional. «Odiaba la película y la sigo odiando», dijo después. «Se supone que es la historia de mi vida, y no es verdad. Jim y Art me estafaron. Sintieron que los había traicionado [...] Sentí que me traicionaron, y durante muchos años no hablamos. Sólo cuando había que hacer dinero empezamos a hablar de nuevo». Chambers se reunió con los hermanos Mitchell en 1979 para dos películas de 30 minutos de duración llamadas Beyond de Sade (Más allá de Sade) y Never a Tender Moment (Ni un momento de ternura) que exploraron el BDSM. Las películas, rodadas en el Mitchell Brothers Theatre, fueron coprotagonizadas por Erica Boyer.

### Salto al cine convencional

#### Hollywood
Chambers soñaba con tener una carrera en el cine convencional y creía que su fama como la estrella de Detrás de la puerta verde y la chica de Ivory Snow sería un trampolín para otros proyectos. «Lo paradójico fue que, como resultado de Detrás de la puerta verde, Hollywood me boicoteó», dijo más tarde. «[Detrás de la puerta verde] se convirtió en una película muy taquillera [...] Pero, para mucha gente, era todavía una película sucia; para mí hacer cualquier otra cosa, como actriz, era totalmente imposible. Me hice conocida como una estrella pornográfica, y ese tipo de etiqueta realmente me dolió. Dañó mis posibilidades de hacer cualquier otra cosa».
A lo largo de la década de los setenta, fue candidata a roles en varias películas de Hollywood. Su mayor oportunidad llegó en 1976 cuando se anunció en Variety que protagonizaría, junto a Rip Torn, City Blues, una película sobre una joven prostituta defendida por un sórdido abogado. La película iba a ser dirigida por Nicholas Ray. Ray nunca había visto Detrás de la puerta verde ni las pruebas de pantalla de Chambers. En vez de eso, los dos se conocieron y Ray quedó impresionado. «Tengo una cámara en la cabeza», dijo, añadiendo que Chambers «eventualmente sería capaz de manejar cualquier cosa que la joven Katharine Hepburn o Bette Davis pudieran». Sin embargo, el proyecto nunca tuvo éxito, en gran parte debido al abuso de alcohol y drogas de Ray.
Chambers afirmó que Jack Nicholson y Art Garfunkel la invitaron para hablar sobre un papel en la película Con el lazo al cuello de 1978, luego le pidieron cocaína y le preguntaron si sus orgasmos en Detrás de la puerta verde eran reales. Ella se enfadó hasta el punto en que salió furiosa de la entrevista. Iba a aparecer en la película Hardcore, al lado de George C. Scott, pero el director de casting le echó un vistazo y dijo que era demasiado sana para ser considerada como una reina del porno. «La gente de Hardcore quería una pelirroja masticando chicle, balanceando un bolso grande y usando tacones de aguja. Eso es un cliché», dijo Chambers años después. Season Hubley fue elegida en su lugar.

#### Rabia
Chambers ganó el papel protagonista en Rabia, una película canadiense de bajo presupuesto del director de cine David Cronenberg, que se estrenó en 1977. Cronenberg declaró que quería incluir a Sissy Spacek en el papel principal de la película, pero el estudio vetó su elección debido a su acento. La película de Spacek, Carrie, fue estrenada durante la producción de esta película y resultó ser un éxito masivo (y un cartel de la película aparece cuando el personaje principal camina por un cine en el minuto 59:15). El director dijo que la idea de elegir a Chambers provino del productor Ivan Reitman, quien había oído que Chambers estaba buscando un papel importante. Reitman pensó que sería más fácil comercializar la película en diferentes territorios si la conocida estrella pornográfica retratara al personaje principal. Cronenberg declaró que Chambers se esforzó mucho en la película y que estaba impresionado con ella. Cronenberg afirma además que no había visto Detrás de la puerta verde antes de seleccionarla.
«Fue genial trabajar con David», dijo Chambers en una entrevista en 1997. «Me enseñó muchas cosas que eran muy valiosas como actriz, especialmente en películas de terror. ¡Lo encontré útil en las películas de sexo también!»

#### Obras de teatro
En 1974, protagonizó la producción teatral de The mind with the dirty man en Las Vegas y recibió críticas favorables por su trabajo. La obra duró 52 semanas, que en ese momento fue la obra más larga de la historia de Las Vegas, y el alcalde le dio a Chambers la llave de la ciudad. En 1976, protagonizó una breve revista musical fuera de Broadway llamada Le Bellybutton. En 1977, protagonizó Last of the Red Hot Lovers de Neil Simon en Las Vegas. El show de una sola mujer, Sex Surrogate, en 1979, causó controversia en Las Vegas ya que presentaba desnudos frontales completos, los cuales estaban prohibidos en todos los casinos. En 1983, la obra se convirtió en una telenovela sindicalizada de 26 partes llamada Love Ya Florence Nightingale. Se emitió en canales de televisión por cable como el canal Playboy TV.

#### Carrera como cantante
Chambers tuvo algo de éxito con el disco sencillo Benihana en 1976, producido por Michael Zager en el sello Roulette Records. La revista Billboard dijo: «Ella [...] canta muy bien con una voz sexy en este disco homenaje a un amante oriental». La canción se escucha en el fondo de una escena de la película Rabia. En Insaciable cantó la canción Shame On You, que suena sobre los créditos de apertura. Hizo lo mismo con la canción Still Insatiable, que fue utilizada en su regreso en la película para adultos del mismo nombre de 1999. También cantó voz en la película Up 'n' Coming, de clasificación X, en 1983, en la que interpreta a una estrella de la música country en ascenso. A principios de los ochenta, fue la cantante principal de un grupo de música country y western llamado Haywire.

#### Obras publicadas
Chambers escribió una autobiografía, My Story, en 1975, y fue coautora de Xaviera Meets Marilyn Chambers con Xaviera Hollander en 1977. Ambas fueron publicados por Warner Communications. También escribió una columna de consejos sobre sexo a mediados y finales de los años setenta para la revista Genesis llamada «Private Chambers», y otra para la revista Club a lo largo de los años ochenta llamada «State of the Nation» (Estado de la Nación). En 1981 publicó un libro de posiciones sexuales y consejos llamado Sensual Secrets. Uno de los modelos masculinos presentes en las fotos con Marilyn era un joven Ron Jeremy. El mismo año, publicó otro manual sexual, llamado The Illustrated Kama Sutra.

#### Insaciabley regreso a la pornografía

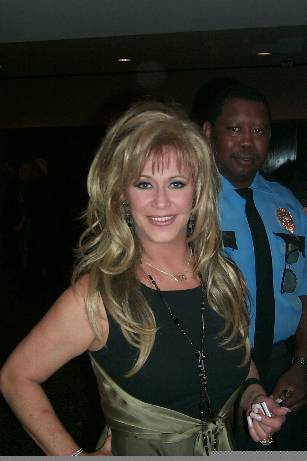
Chambers asistiendo a una fiesta en un estudio de cine de Sin City en 1999.

A pesar de haber intentado durante varios años despojarse de su imagen de estrella pornográfica, Chambers volvió a la industria del cine para adultos con Insaciable en 1980. En la película interpretó a la actriz, modelo y heredera Sandra Chase, cuyo apetito por el sexo es, como el título sugiere, insaciable. Sandra se está preparando para hacer una película y su mánager, interpretado por Jessie St. James, está trabajando para conseguir que aparezcan grandes nombres junto a Sandra. La historia se cuenta en una serie de flashbacks que detallan los encuentros sexuales de Sandra.
«Mi mánager nunca quiso que hiciera películas con clasificación X», dijo en 1997. «Trató de sacarme de eso, pero viendo que las cosas no iban bien y que no estaba recibiendo proyectos serios, era algo que necesitábamos hacer. Me conocían en el negocio de las películas X, y era el momento adecuado. Era una historia genial y el presupuesto iba a ser mucho más alto; iba a haber helicópteros y Ferraris. Iba a tener mucha clase. Había algunos nombres en ella que serían buenos para la taquilla, incluyendo a John Holmes y eso fue en una época en la que las películas X todavía estaban en los cines».
La apuesta valió la pena. Insaciable fue el video para adultos más vendido en los Estados Unidos de 1980 a 1982: 175  y en el Salón de la Fama de XRCO. Le siguió una secuela, Insatiable II en 1984. Otra película X, Up 'n' Coming, se estrenó en 1983. También estrenó seis funciones de vídeo directo a principios de los años ochenta, denominados Private Fantasies de Marilyn Chambers, en los que interpretó sus propias fantasías sexuales junto a algunos de los más grandes nombres de la industria. Los escenarios y el diálogo para la serie fueron escritos por Chambers. A pesar de su regreso al mundo del cine para adultos, Chambers soñaba con iniciar una exitosa carrera como actriz principal, pero no pudo hacerlo.
Chambers dejó el negocio de la pornografía debido al creciente temor al sida. En 1999, Chambers regresó a San Francisco para actuar en el O'Farrell Theatre de los hermanos Mitchell. El alcalde Willie Brown proclamó el «Día de Marilyn Chambers» por su posición única en la historia de San Francisco, y la elogió por su «presencia artística», su «visión» y su «energía». Ese mismo año, Chambers volvió a las películas para adultos con un trío de películas realizadas para VCA Pictures llamadas Still Insatiable (1999), Dark Chambers (2000) y Edge Play (2000), cada una dirigida por Veronica Hart.
Casi al final de su carrera, Chambers apareció principalmente en películas independientes, incluyendo su último papel en Solitaire. Chambers afirmó que el ritmo más relajado de estos roles le convenía, ya que «hay mucha menos presión en ti para actuar [y] no tienes que ser joven y delgado». Entre ellas se encontraban Bikini Bistro, Angel of H.E.A.T. (con Mary Woronov), Party Incorporated, y Breakfast in Bed.
En una entrevista de 2004, Chambers dijo: «Mi consejo a alguien que quiere entrar en las películas para adultos es: ¡Absolutamente no! Es desgarrador. Te deja un poco vacío. Así que ten un trabajo de día y no lo dejes».

## Arrestos de 1985
El 1 de febrero de 1985, mientras actuaba desnuda en la «Cine-Stage» dentro del O' Farrell Theatre de San Francisco, Chambers fue arrestada por un escuadrón antivicio y acusada de cometer un acto lascivo en un lugar público y de incitar a la prostitución. Los policías vestidos de civil que estaban en la audiencia alegaron que Chambers permitía a los miembros del público tocarla con las manos y la boca durante su programa llamado «Feel the Magic». Fue puesta en libertad bajo fianza de dos mil dólares y posteriormente se retiraron los cargos. «Nunca he sido arrestada en mi vida por nada, nunca, así que esto es una gran sorpresa para mí, no solo como artista sino como ser humano», dijo Chambers en ese momento. «Es una desilusión. Se supone que es una ciudad moderna. Realmente amo esta ciudad. Estas personas han sido mis fanes durante años, y es emocionante para ellos tocarme de cerca. No hay nada ilegal si no acepto dinero».
El abogado de Chambers afirmó que ella fue utilizada «como títere en la lucha por el control y los negocios para adultos».
El arresto de Chambers se produjo tres días antes de que la Junta de Supervisores votara una ordenanza propuesta para eliminar los permisos policiales para las librerías y teatros de adultos. Después de su arresto, la Junta despojó a la policía de su poder para autorizar los teatros para adultos de la ciudad. «El O' Farrell Theatre estaba lleno el día después de que nos arrestaron», dijo Chambers más tarde. «Y pusieron el número de teléfono del alcalde en la marquesina "Llama a la alcaldesa Dianne Feinstein". Estoy en la cárcel con mi abrigo y nada más puesto, y [los policías] quieren tomar fotos. Tomé una foto policial con todos los policías del lugar y ellos van a ir, "siento mucho que hayamos tenido que hacer esto". Y la noche siguiente volvieron a disfrutar del espectáculo».
Más tarde ese mismo año, el 13 de diciembre, fue arrestada durante una actuación en Stage Door Johnny's, un club de estriptis en Cleveland. La policía dijo que ella estaba desnuda excepto por sus zapatos y estaba teniendo contacto sexual con un miembro de la audiencia. Fue acusada de promover la prostitución y fue encarcelada hasta que fue puesta en libertad con una fianza de mil dólares. Chambers negó la acusación, diciendo: «Hice el mismo espectáculo que he estado haciendo durante los últimos seis años. La policía estaba entre la audiencia». En noviembre de 2012, las fotos del arresto de Chambers en Cleveland se vendieron en eBay por 202.50 dólares.

## Esfuerzos políticos
En las elecciones presidenciales de Estados Unidos de 2004, Chambers se postuló para vicepresidente en la boleta del Partido de la Opción Personal, un partido político libertario. Recibió un total de 946 votos. En las elecciones presidenciales de Estados Unidos de 2008, ella fue otra vez compañera de Charles Jay, esta vez como un candidato alterno write-in al candidato nacional del Boston Tea Party, Thomas L. Knapp en los estados de Arkansas, Hawái, Luisiana, Nevada, Nuevo México, Oklahoma, Carolina del Sur, Dakota del Sur y Utah.

## Vida personal
Chambers se casó tres veces. Primero fue con Doug Chapin en 1972, a quien conoció mientras él tocaba la gaita por dinero en las calles de San Francisco. Se divorciaron en 1974. Poco después, se casó con Chuck Traynor, quien se había divorciado recientemente de Linda Lovelace. Él se convirtió en su mánager y estuvieron juntos durante 10 años.
A mediados de la década de 1980, Chambers estaba «rumbo a una muerte temprana, consumiendo cantidades masivas de alcohol y cocaína diariamente, cuando conoció a su futuro esposo», William Taylor, Jr., camionero, en una cita a ciegas. Después de su primera cita la llamó para decirle que no podía verla porque era un adicto a la heroína en recuperación. Chambers se enfadó tanto que pateó una pared y se rompió la pierna. Taylor fue a visitarla al hospital, y al ser dada de alta comenzaron un romance y Chambers entró en Narcóticos Anónimos. La pareja se casó alrededor de 1991 o 1992. Tuvieron una hija, McKenna Marie Taylor, en 1992. La pareja se divorció en 1994. Cuando Chambers estuvo limpia y sobria a principios de los 90, su Lexus tenía una placa que decía «LUV NA».

## Muerte
El 12 de abril de 2009, Chambers fue encontrada muerta en su casa cerca de Santa Clarita, California. Los documentos encontrados con su cuerpo la identificaron como Marilyn Ann Taylor. Fue descubierta por su hija de 17 años. La autopsia del forense del condado de Los Ángeles reveló que Chambers murió de una hemorragia cerebral y un aneurisma relacionado con una enfermedad cardiaca. Chambers estaba a diez días de cumplir 57 años. El analgésico hidrocodona y el antidepresivo citalopram se encontraron en su torrente sanguíneo, pero no lo suficiente como para causar la muerte. A su muerte, Associated Press informó que dejó una hija, una hermana y un hermano. Sus cenizas fueron esparcidas en el mar.

## Personajes de ficción
En 2000, Tracy Hutson interpretó a Chambers en la película biográfica de televisión por cable Rated X, sobre la película de los hermanos Mitchell y su carrera en clubes de estriptis.

## Filmografía parcial

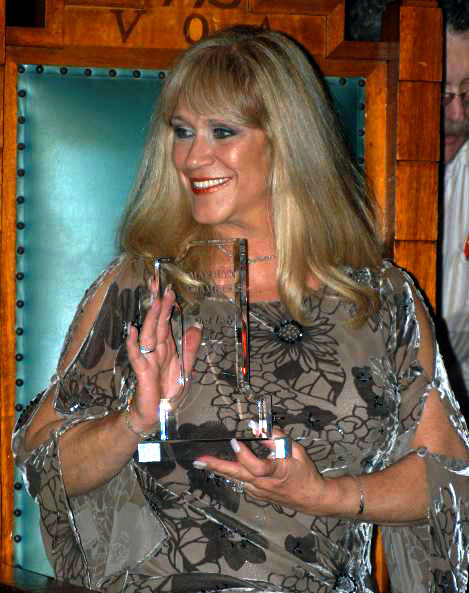
Chambers sosteniendo su premio Logro de la vida de FOXE Award en 2005.

- The owl and the pussycat (1970 - acreditada como Evelyn Lang)
- Together (1971) (acreditada como Marilyn Briggs)
- Detrás de la puerta verde (1972)
- La resurrección de Eva (1973)
- Inside Marilyn Chambers (1976)
- Rabia (1977)
- Insaciable (1980)
- Electric Blue - The Movie (1982)
- Angel of H.E.A.T. (1983)
- Up 'n' Coming (1983)
- Insaciable II (1984)
- Aún insaciable (1999)
- Dark Chambers (2000)
- Edge Play (2000)
- Stash (2007)
- Solitaire (2008)
- Porndogs: las aventuras de Sadie (2009)

## Premios
- Salón de la fama de AVN
- Salón de la fama de XRCO
- 1985 XRCO Award – Best Kinky Scene -Insaciable II (con Jamie Gillis)
- 1992 Adult Film Association of America - Premio Logro de la vida[48]
- 2005 FOXE Award – Logro de la vida[49]
- 2008 Premio XBIZ – Logro de la vida para una intérprete femenina